# Chamundeshwari-Tempel

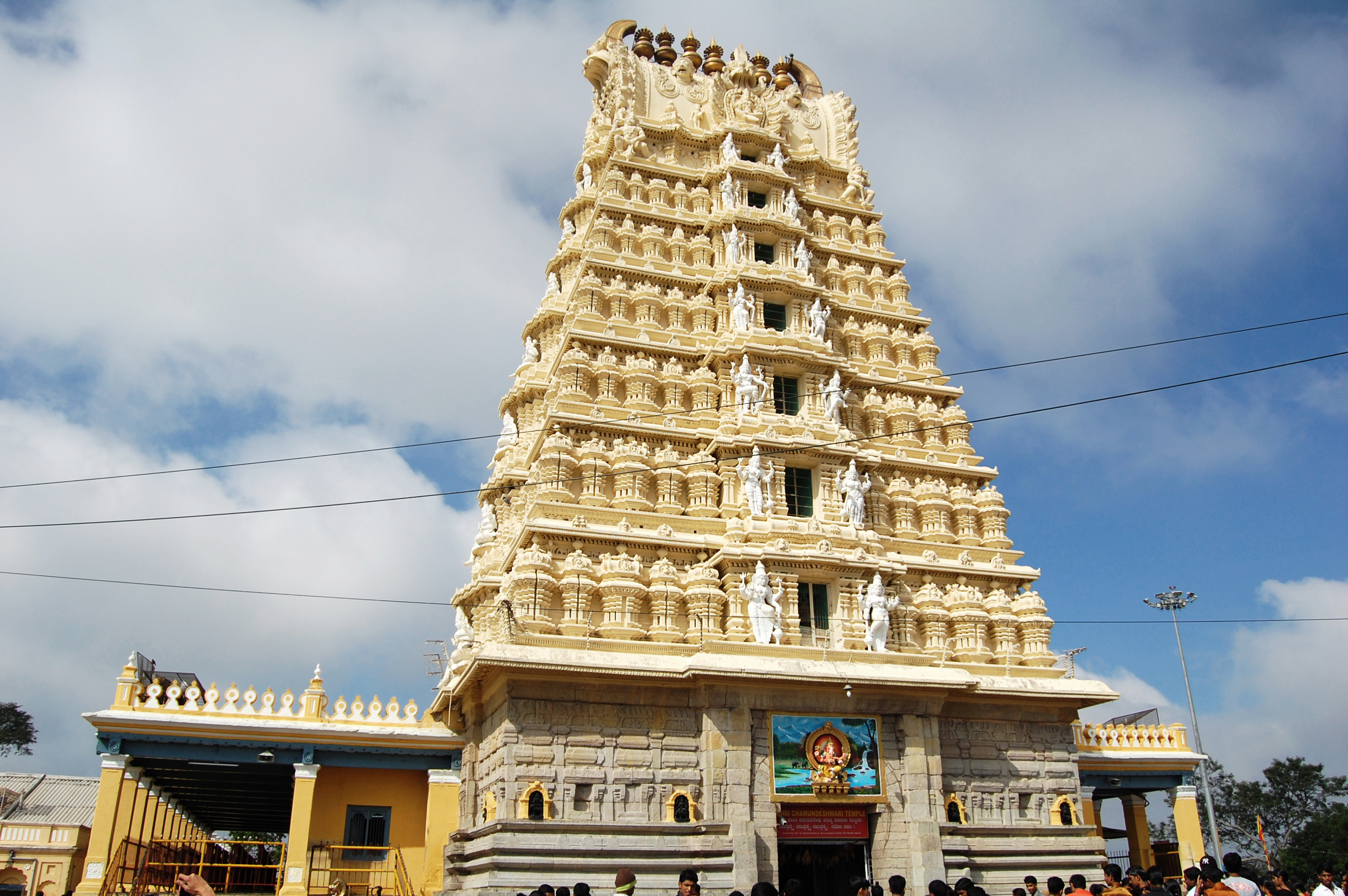
Chamundeshwari-Tempel

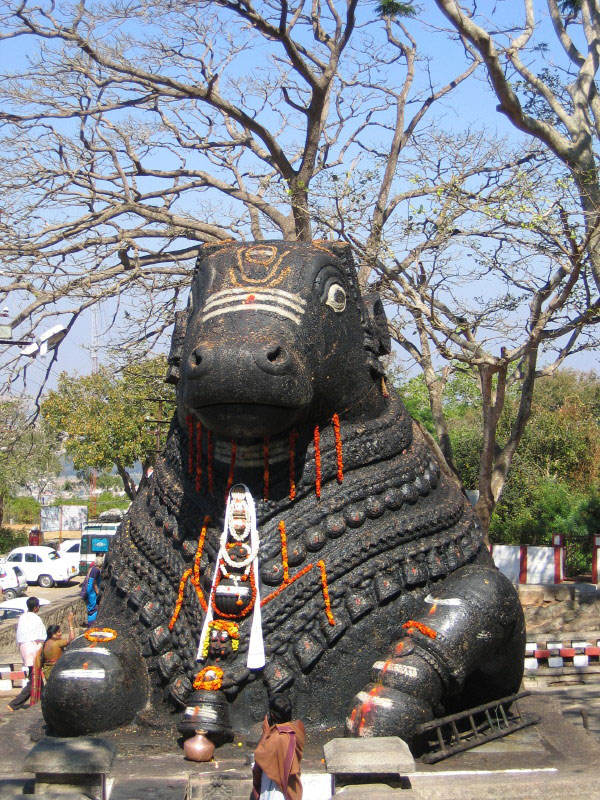
Nandi, Shivas Fahrzeug auf den Chamundi-Hügeln

Der Chamundeshwari-Tempel ist ein hinduistischer Tempel in Mysuru.
Der Tempel befindet sich auf den 1063 Meter hohen Chamundi-Hügeln, drei Kilometer Luftlinie südöstlich des Stadtzentrums. Der Tempel ist nach Chamunda benannt. Das Bauwerk wurde im 12. Jahrhundert errichtet, wahrscheinlich von den Herrschern des Hoysala-Reiches. Der Turm des Gebäudes wurde im 17. Jahrhundert von den Herrschern des Vijayanagar-Reiches errichtet. 1659 wurde eine Treppe zur Hügelkuppe der Chamundi-Hügel gebaut. Mehrere Darstellungen von Nandi befinden sich am Tempel. Nicht weit entfernt vom Tempel befindet sich ein größerer Nandi aus Granit.